# منتخب توغو لكرة القدم
منتخب توغو لكرة القدم (بالفرنسية: Équipe nationale de football du Togo)‏ هو ممثل توغو الرسمي في رياضة كرة القدم، يشرف عليه اتحاد توغو لكرة القدم الذي تأسس في عام 1960 م، وانضم إلى الفيفا في العام 1962 م. تأهلت توغو إلى نهائيات كأس العالم لأول مرة في تاريخها بعد تصدر مجموعتها التي ضمت السنغال ومالي وزامبيا وذلك في تصفيات مونديال ألمانيا 2006. 
أول مباراة دولية لتوغو كانت عام 1956 ضد غانا وانتهت بالتعادل هدف لهدف، وأكبر هزيمة لها كانت في عام 1979 أمام المغرب بنتيجة 0-7. وصلت توغو إلى نهائيات كأس الأمم الأفريقية 6 مرات.
درب الفريق في كأس العالم والتصفيات المؤهلة إليه المدرب الألماني أوتو فيستر، وهو مدرب معروف جيداً في المنطقة العربية، حيث سبق أن درب نادي الزمالك المصري ومنتخب مصر والمنتخب السعودي والنادي الصفاقسي التونسي، والمريخ السوداني وعدة أندية خليجية.
يعدّ إيمانويل أديبايور مواليد 1984 من النجوم البارزة في منتخب توغو حيث بدأ مسيرته في أوروبا ضمن صفوف نادي موناكو وهو أحد نجوم نادي أرسنال الإنجليزي في الوقت الحالي. أيضا اللاعب سليمان مامان والذي يلعب في صفوف نادي مانشستر يونايتد الإنجليزية وهناك قائد الفريق في كأس العالم 2006 أبالو دوسيه وهو من أكثر لاعبي الفريق حنكة وهو أيضا عمود دفاعه.
انسحب المنتخب التوغولي من بطولة كأس الأمم الأفريقية لكرة القدم 2010 بعد حادثة اعتداء على الحافلة التي كانت تقل لاعبيه في منطقة كابيندا في أنغولا حيث أمر رئيس توغو أعضاء الفريق بالعودة إلى بلادهم مما أدى إلى معاقبة الفريق من قبل الاتحاد الأفريقي لكرة القدم بحرمانه من المشاركة في التصفيات القادمة لكأس أفريقيا مرتين متتاليتين.

## روابط خارجية
- قائمة بيانات المنتخب من الموقع الرسمي للفيفا باللغة العربية